# Ладонія (держава)
56°17′16″ пн. ш. 12°32′22″ сх. д. / 56.28777778° пн. ш. 12.53944444° сх. д.
Ладонія (швед. Ladonia) — віртуальна держава, розташована на території природного заповідника Куллаберг на півдні Швеції. Проголосила незалежність 2 червня 1996 року.

## Населення
Постійне населення відсутнє. Ладонія має 4 різних соціальних класи: дворянство, прості громадяни, почесні громадяни і святі.

## Уряд
Існує Уряд Ладонії, керований кабінетом міністрів, число яких постійно зростає. Загальна площа країни поділена на шість графств, які управляються Радами Графств. Засновник держави Ларс Вілкс обіймає скромний пост державного секретаря.

## Прапор
Зелений прапор Ладонії був розроблений шведом Лейфом Ерікссоном. Зелений — суміш жовтого і синього кольорів, присутніх на прапорі Швеції, на території якої знаходиться Ладонія. На офіційній версії прапора хрест відмічений тонкими білими смужками.

## Географія

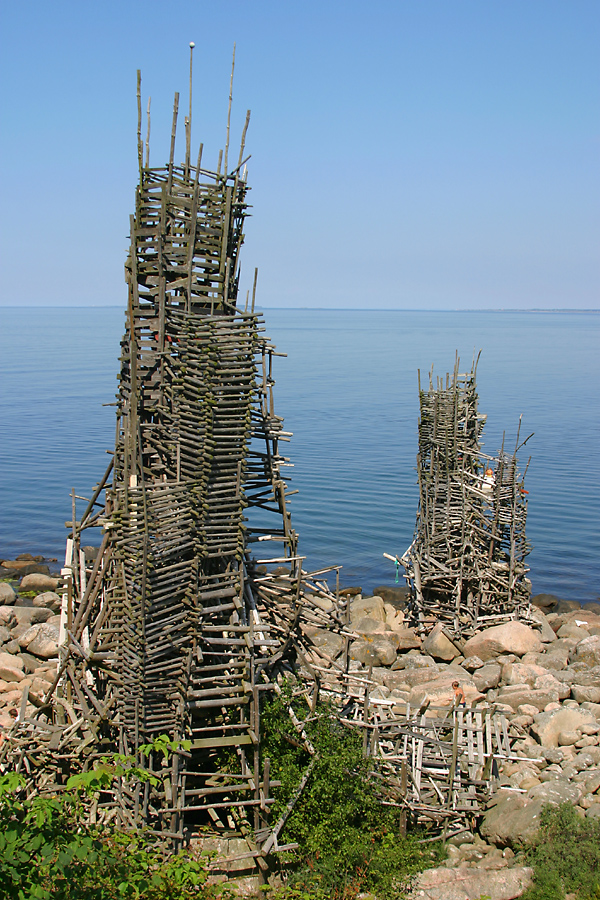
Ниміс

Країна має форму трикутника площею приблизно 1 км². Більшість відвідувачів приїжджають з півдня і проходять прикордонний контроль. Із півночі територія Ладонії обмежена морем (Данська протока — Каттегат).
Шосе № 1 веде до Нимісу через ліс і глибоку прірву Ступ. Радіус Ниміс — приблизно 200 метрів, і найвища точка — приблизно 15 м над рівнем моря. У кожну частину цієї дерев'яної конструкції можна увійти і погуляти усередині.
Перед Нимісом знаходиться Вежа Вітрів — Вотан (Wotan), яка розташована ближче до моря. Під високою Вежею Вітрів знаходиться Національна Бібліотека. Шосе № 2 приводить до Дроммену (Drommen), рівнини з деревами і каменями, і далі веде до східної межі і пограничного пункту Рольф з однойменним Парком Рольфа. Ці місця — меморіал трагічної смерті шведського філософа Рольфа Готтфріса.

## Коротка історія

### XX століття
- 31 липня 1980 — Ларс Вілкс починає створювати скульптуру в заповіднику Куллаберг, у північно-західному кутку лена Сконе, Швеція. Через декілька днів скульптуру називають «Nimis».
- 1982 — Nimis «виявлений», і влада дізнається про це. Тим самим почалися ряд непередбачених подій, що послужило згодом початком ряду юридичних процесів, які все ще тривають у судах.
- 1983 — окружний суд оголосив Ларса Вілкса злочинцем за створення Nimis.
- 1984 — Джозеф Бевіс купує Nimis у Вілкса, ціна — 1500 доларів США. Апеляційний суд виправдовує Вілкса з питання законності створення Nimis.
- 1985 — вандали підпалюють Nimis, і вогонь руйнує 2/3 скульптури.
- 1986 — Ларс Вілкс звинувачується в апеляційному суді в «умисному утрудненні доступу» і засуджений до адміністративного штрафу в 40-кратному мінімальному об'ємі 25 шведських крон. Жан-Клод і Христо купують Nimis після смерті Джозефа Бевіса.
- 1991 — Вілкс починає роботу над наступною скульптурою — «кам'яною книгою» «Аркс» (Arx) у залізобетоні. Про це швидко повідомляють поліцію. «Аркс» закінчений в 1998 році.
- 1992 — поліцейські оглядають злочин — «Аркс».
- 1994 — Вілкс звинувачений за фактом незаконного створення «Аркс» і оштрафований на 10 000 шведських крон окружним судом у Гельсінборзі.
- 1995 — апеляційний суд і Верховний Суд відправляють справу щодо «Аркс» на перегляд до окружного суду.
- 1996 — Канцлер Правосуддя звинувачує адміністрацію лена Сконе в нерозторопності й пасивності відносно Nimis і Arx.
- 2 червня 1996 — Ладонія оголошена незалежною державою. Це стало можливим внаслідок того факту, що шведська влада не управляє цією територією належним чином, тому вона не може переслідуватися по суду, оскільки це — поза юрисдикцією суду.
- 1997 — за допомогою церемонії загальних виборів обрана Її Величність Королева Ладонії Івонн I Ярл (Ywonne I Jarl) і Президент Ладонії — бразилець Фернандо Родрігес. Ладонія придбала колонію в Норвегії (Телемарк), урочисто відкриту 17 травня (Державне свято в Норвегії). Посольство побудоване в Фалькенберзі (Falkenberg). Тут також мав місце перший офіційний державний візит.
- 1998 — адміністрація лена Сконе повторно порушує справу проти факту створення Nimis і Arx і вимагає, щоб вони були видалені. Туристська асоціація у сусідньому місті Хеганес (Höganäs) протестує проти рішень адміністрації графства, оскільки почався наплив туристів, що цікавляться, обидвома скульптурами, які стали тепер великою пам'яткою. Адміністрація графства запросила допомогу від сил правопорядку. Старший виконавчий чиновник Меллерберг встановлює, що рішення про руйнування скульптур має бути виконане негайно. Окружний суд скасовує вимогу руйнування. Міністр культури Данії Елізабет Гернер-Нільсен платить за в'їзд для офіційного відвідування Ладонії.
- 1999 — створений Omfalos (Омфал) — кам'яна споруда, зроблена з бетону і каменів заввишки 1,6 м. Фонд «Gyllenstiernska Krapperup Foundation», створений для розвитку мистецтва і культури, виступив проти створення цієї скульптури і поскаржився в поліцію. У серпні 1999 суд виніс ухвалу про знос будови. Фонд також вимагав прибрати «Nimis» і «Arx», але окружний суд виступив проти цього. Потім організація пробувала оскаржити це рішення у Верховному суді, але програла, оскільки поліція не змогла довести, що Ларс Вілкс — власник.
- 2000 — апеляційний суд наносить візит у Ладонію в серпні. Постанова Апеляційного суду виходить у вересні і підтверджує рішення Окружного суду: Л. Вілкс не є власником Nimis і Arx і тому рішення про примусове руйнування не може бути спрямовано проти Л. Вілкса. Постанова про видалення Omfalos була швидко виконана. Адміністрація лена Сконе робить офіційну заяву про виключення області Ладонія із заповідника. Тим самим скульптури стають поза законом, і це непряме підтвердження, що дія шведського закону не поширюється на територію Ладонії. Фонд «Gyllenstiernska Krapperup» звертається в жовтні до Верховного Суду.

### XXI століття
- 2001 — Верховний Суд Швеції не дає відстрочки у справі. Рішення Апеляційного суду таким чином швидко виконується. Фонд вимагає видалити Omfalos за допомогою сил правопорядку. У квітні шведський художник Ернст Біллгрен купує Omfalos, ціна — 10 000 шведських крон. Сили правопорядку оголошують про готовність видалення Omfalos. Біллгрен і Л. Вілкс звертаються за рішенням до Окружного суду міста Мальме. Окружний суд інформує відносно довільного виконання рішення суду. Власник Біллгрен вказує на те, що: «Omfalos не можна пошкодити». Л. Вілкс погоджується з власником Біллгреном, щоб знайти «майстерно цікаве рішення» видалення Omfalos. Ларс Вілкс домовляється з адміністрацією Сконе, щоб підірвати Omfalos за допомогою 100 кілограмів динаміту як данину Альфреду Нобелю у зв'язку з 100-річною річницею Фонду Нобелівської премії. 7 грудня Адміністрація Графства Skåne приймає секретне рішення, яке отримує тільки керівництво сил правопорядку. Влада зробила активні дії в неділю уранці 9 грудня 2001 — за допомогою судна з гідравлічним підйомним краном Omfalos був видалений.
- 2002 — у січні Вілкс просить адміністрацію графства Skåne встановити меморіальний пам'ятник на честь втраченого Omfalos. Відповідь отримує 27 лютого. Вілксу дозволяють встановити 8-сантиметровий пам'ятник. 22 лютого оригінальний Omfalos вилучений у сил правопорядку і встановлений у містечку Молле. 26 вересня Окружний суд повідомляє, що вимога сил правопорядку про відшкодування вартості видалення в 92 500 крон виправдана, на додаток до цих витрат додається 11 000 крон юридичних витрат. Питання щодо відшкодування відкладено. Приблизно 4 000 пакистанських громадян просять про громадянство Ладонії, сподіваючись на краще життя. Новини набувають глобального поширення і число жителів Ладонії швидко зростає — з 5 000 до 10 000 (проте, ніякі пакистанські громадяни не були прийняті).
- 2003 — у січні Апеляційний суд повідомляє, що він не дає ніякої відстрочки щодо відшкодування витрат з виконання рішення Окружного суду в сумі 103 500 шведських крон. Цю заяву перенаправляють до Верховного Суду.
  - 27 березня Omfalos транспортується до Стокгольма.
  - 5 липня Ладонія оголошує війну Швеції і США.
  - 7 липня Ладонія також оголошує війну Сан-Марино.
  - Власник Ернст Біллгрен жертвує Omfalos музею сучасних мистецтв Moderna Museet.
- 2004 — Верховний Суд розглядає постанову Окружного суду по відшкодуванню 103 500 крон. Л. Вілкс пред'являє позов державі на 300 000 крон за збитки, які Омфалос отримав при демонтажі.

## Громадянство
На 11 серпня 2012 року зафіксовано 16 380 громадян Ладонії. Приблизно 5 600 з них — шведи, інші розподіляються наступним чином:
| №  | Країна     | Кіл-сть | №  | Країна      | Кіл-сть | №  | Країна     | Кіл-сть | №  | Країна    | Кіл-сть | №  | Країна        | Кіл-сть |
| -- | ---------- | ------- | -- | ----------- | ------- | -- | ---------- | ------- | -- | --------- | ------- | -- | ------------- | ------- |
| 1  | США        | 1248    | 11 | Норвегія    | 348     | 21 | Китай      | 153     | 31 | Греція    | 83      | 41 | Іран          | 39      |
| 2  | Угорщина   | 762     | 12 | Пакистан    | 276     | 22 | Нідерланди | 147     | 32 | Перу      | 82      | 42 | Нова Зеландія | 29      |
| 3  | Данія      | 573     | 13 | Канада      | 263     | 23 | Аргентина  | 136     | 33 | Україна   | 77      | 43 | Японія        | 27      |
| 4  | Англія     | 569     | 14 | Франція     | 261     | 24 | Болгарія   | 106     | 34 | Югославія | 61      | 44 | Венесуела     | 27      |
| 5  | Іспанія    | 454     | 15 | Італія      | 238     | 25 | Австралія  | 104     | 35 | Австрія   | 59      | 45 | Бангладеш     | 25      |
| 6  | Німеччина  | 406     | 16 | Півд. Корея | 196     | 26 | Румунія    | 103     | 36 | Ірландія  | 56      | 46 | Словаччина    | 24      |
| 7  | Бразилія   | 392     | 17 | Індія       | 191     | 27 | Фінляндія  | 99      | 37 | Хорватія  | 49      | 47 | Шотландія     | 23      |
| 8  | Мексика    | 386     | 18 | Бельгія     | 171     | 28 | Ізраїль    | 94      | 38 | Швейцарія | 48      | 48 | В'єтнам       | 22      |
| 9  | Росія      | 372     | 19 | Туреччина   | 169     | 29 | Колумбія   | 84      | 39 | ПАР       | 47      | 49 | Білорусь      | 22      |
| 10 | Португалія | 348     | 20 | Польща      | 155     | 30 | Нігерія    | 84      | 40 | Латвія    | 46      | 50 | Алжир         | 21      |

### Набуття громадянства
Для набуття громадянства Ладонії треба заповнити реєстрацію, яку можна знайти на відповідному сайті. Потрібно заповнити графи: Ім'я, Е-мейл, Адрес, Поштова адреса, Національність і деякі необов'язкові графи (колір очей, зріст).

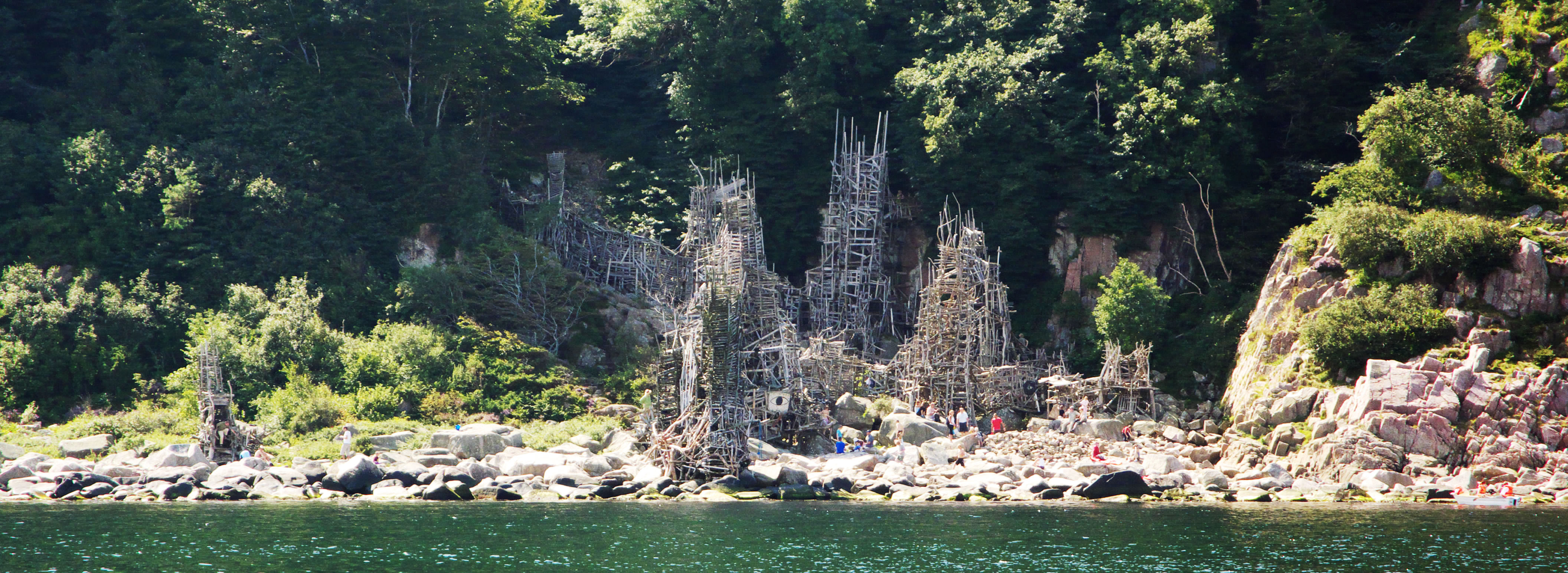
Німис